# 7 novembre 1978
Le mardi 7 novembre 1978 est le 311e jour de l'année 1978.

## Naissances
- Adam Ostolski, sociologue et militant polonais
- Alberto Bona, cinéaste italien
- Barry Robson, footballeur britannique
- Hajime Kiso, joueur de rugby
- Jan Vennegoor of Hesselink, footballeur néerlandais
- Juan Salas, joueur dominicain de baseball
- Leen van Steensel, footballeur néerlandais
- Mohamed Aboutrika, joueur de basket-ball égyptien
- Rio Ferdinand, footballeur anglais
- Terry Newton (mort le 26 septembre 2010), joueur de rugby
- Tomoya Nagase, chanteur du groupe Tokio

## Décès
- Major Général Ali Mohammad Khademi (né le 16 décembre 1913), pilote et président de la compagnie aérienne iranienne
- Charles Le Coq de Kerland (né le 21 décembre 1887), juriste français
- Gene Tunney (né le 25 mai 1897), boxeur américain
- Janet Flanner (née le 13 mars 1892), correspondante parisienne du New Yorker de 1925 à 1975
- Jorge Carrera Andrade (né le 28 septembre 1903), écrivain et diplomate équatorien

## Événements
- Découverte des astéroïdes :
  - (10267) 1978 VD7
  - (10460) 1978 VK8
  - (11259) 1978 VD3
  - (11794) 1978 VW8
  - (2324) Janice
  - 2440 Educatio
  - 2499 Brunk
  - 2611 Boyce
  - 2725 David Bender
  - 2925 Beatty
  - (3240) Laocoon
  - (3449) Abell
  - 3651 Friedman
  - (3718) Dunbar
  - (3926) Ramirez
  - (4012) Geballe
  - (4069) Blakee
  - (4364) Shkodrov
  - (4365) Ivanova
  - (4393) Dawe
  - 4656 Huchra
  - 4759 Åretta
  - 4984 Patrickmiller
  - (5305) Bernievolz
  - 5416 Estremadoyro
  - (5634) 1978 VT6
  - (5796) 1978 VK5
  - (5888) 1978 VU7
  - (6058) 1978 VL5
  - (6361) 1978 VL11
  - (6577) 1978 VB6
  - (6892) 1978 VG8
  - (6943) 1978 VR4